# Chorizanthe palmeri
Chorizanthe palmeri S.Watson – gatunek rośliny z rodziny rdestowatych (Polygonaceae Juss.). Występuje naturalnie w południowo-zachodnich Stanach Zjednoczonych – w Kalifornii. 

## Morfologia
PokrójRoślina jednoroczna dorastająca do 10–30 cm wysokości. Pędy są owłosione.
LiścieBlaszka liściowa liści odziomkowych jest owłosiona i ma odwrotnie lancetowaty kształt. Mierzy 10–30 mm długości oraz 4–8 mm szerokości. Ogonek liściowy jest owłosiony i osiąga 10–30 mm długości.
KwiatyZebrane w wierzchotki jednoramienne, rozwijają się na szczytach pędów, w kątach 3–10 wewnętrznych listków okrywy (ang. phyllaries). Okwiat ma obły kształt i barwę od czarno-purpurowej do czerwonej, mierzy do 4–5 mm długości.
OwoceNiełupki o kulistym kształcie, osiągają 3–4 mm długości.

## Biologia i ekologia
Rośnie w lasach sosnowych, zaroślach oraz na terenach skalistych. Występuje na wysokości do 700 m n.p.m. Kwitnie od maja do sierpnia.